# Хаги-јаки
Хаги-јаки (萩焼) или само Хаги (萩) је вид јапанског вајарства. Једноставног је изгледа и обично садржи врсту полупровидне беле глазуре.
Ова уметничка техника развија се у току XVII. века на основу узорака донесених у Јапан, након завршетка јапанске инвазије на Кореју. Тадашњи даимјо-и, били су веома заинтересовани за јапанску чајну церемонију и примену оваквих посуда у ту сврху. Вајари почињу да комбинују различите врсте глине, добијајући карактеристучну розе-наранџасту боју такође још познату и као Којејска глина.
Посуде се праве помоћу покретног точка, а декоришу полупрозирном белом глазуром створеном од фелдспат и пепела. По обичају насталом још из Едо периода, жиг се постављао на дно посуде како би продавци обележили и издвојили оне намењене продаји, од оних које би (без жига) биле дате на поклон клану Мори. 